# دلتا ثلاسيميا
دلتا ثلاسيميا هي نوع نادر من أنواع اضطرابات الدم الوراثية التي تؤثر على إنتاج الهيموغلوبين في الجسم وهو البروتين الموجود في خلايا الدم الحمراء والذي يعمل على نقل الأوكسجين إلى مختلف أنسجة الجسم. في حالة دلتا ثلاسيميا، يحدث خلل في إنتاج سلاسل الهيموغلوبين بسبب الطفرات الوراثية في الجينات المسؤولة عن تكوين هذه السلاسل، ما يؤدي إلى انخفاض مستويات الهيموغلوبين الطبيعي في الدم وبالتالي الإصابة بفقر الدم.
تعتبر دلتا ثلاسيميا جزءًا من مجموعة اضطرابات الثلاسيميا التي تشمل أنواعًا أخرى مثل ثلاسيميا ألفا وثلاسيميا بيتا. ومع ذلك، فإن دلتا ثلاسيميا نادرة بشكل أكبر وتختلف في شدة الأعراض. عادةً ما يصاب الأفراد بهذا المرض إذا ورثوا الجين المتأثر من أحد الوالدين أو كليهما. في الحالات التي تكون فيها الطفرات الوراثية في الجين المرتبط بالهيموغلوبين دلتا، يمكن أن تتفاوت شدة الأعراض من حالة إلى أخرى.

## الأعراض والعلاج
تظهر أعراض دلتا ثلاسيميا بشكل مشابه لأعراض الأنواع الأخرى من الثلاسيميا، مثل التعب الشديد، شحوب الجلد، ضعف العضلات، وضيق التنفس. في الحالات الأكثر شدة، قد يعاني المرضى من مشاكل في النمو وتضخم الطحال والكبد. قد تشمل العلاجات المتاحة نقل الدم المنتظم لتخفيف الأعراض وتحسين مستويات الهيموغلوبين في الدم. بالإضافة إلى ذلك، يمكن أن يتطلب العلاج بعض الأدوية للتخلص من فائض الحديد الناتج عن نقل الدم المستمر.

## التشخيص
تشخيص دلتا ثلاسيميا يتم من خلال اختبارات الدم المتخصصة التي تشمل فحص الهيموغلوبين وتحديد نوع الطفرات الوراثية. في بعض الحالات، يمكن للتحاليل الجينية أن تساعد في تشخيص المرض بدقة، مما يساعد في تقديم العلاج المناسب.